# Gausfredo de Cabrera

Gausfredo de Cabrera (c. 980-1017) fue el primer señor del castillo de Cabrera (1002-1017) del que se tiene noticia documentada, fecha a partir de la cual continuó siendo Señorío. 
A pesar de ser el fundador del linaje de los Cabrera, ostentó el título de Señor de Cabrera, pero no de vizconde, título que no se generaría hasta cinco generaciones más tarde.

## Descendencia
Fue el padre de Giraldo I de Cabrera, señor de Cabrera, y luego, por su matrimonio con Ermesenda de Montsoriu, vizcondesa de Girona, este vizcondado se vinculó al linaje de los Cabrera.